# Rally van Duitsland 2007
De Rally van Duitsland 2007, formeel 26. ADAC Rallye Deutschland, was de 26e editie van de Rally van Duitsland en de tiende ronde van het wereldkampioenschap rally in 2007. Het was de 433e rally in het wereldkampioenschap rally die georganiseerd wordt door de Fédération Internationale de l'Automobile (FIA). De start en finish was in Trier.

## Programma
| Etappe | Datum                | Klassementsproeven | Competitieve afstand |
| ------ | -------------------- | ------------------ | -------------------- |
| 1      | Vrijdag 17 augustus  | 6                  | 128,60 kilometer     |
| 2      | Zaterdag 18 augustus | 8                  | 164,86 kilometer     |
| 3      | Zondag 19 augustus   | 5                  | 62,81 kilometer      |
|        |                      |                    |                      |
| Totaal | Totaal               | 19                 | 356,27 kilometer     |

## Resultaten
| Algemene top tien | Algemene top tien | Algemene top tien   | Algemene top tien          | Algemene top tien | Algemene top tien | Algemene top tien | Algemene top tien |
| Pos.              | #                 | Rijder              | Auto                       | Gr/kl             | Tijd              | Eerste            | Punten            |
| Pos.              | #                 | Navigator           | Inschrijving               | C                 | Straftijd         | Vorige            | Punten            |
| ----------------- | ----------------- | ------------------- | -------------------------- | ----------------- | ----------------- | ----------------- | ----------------- |
| 1.                | 1                 | Sébastien Loeb      | Citroën C4 WRC             | A8                | 3:27:27,5         | 0:00              | 10                |
| 1.                | 1                 | Daniel Elena        | Citroën Total WRT          | C                 |                   | =                 | 10                |
| 2.                | 6                 | François Duval      | Citroën Xsara WRC          | A8                | 3:27:47,8         | + 20,3            | 8                 |
| 2.                | 6                 | Patrick Pivato      | OMV Kronos Citroën WRT     | C                 |                   | + 20,3            | 8                 |
| 3.                | 4                 | Mikko Hirvonen      | Ford Focus RS WRC 07       | A8                | 3:28:46,6         | + 1:19,1          | 6                 |
| 3.                | 4                 | Jarmo Lehtinen      | BP Ford World Rally Team   | C                 |                   | + 58,8            | 6                 |
| 4.                | 3                 | Marcus Grönholm     | Ford Focus RS WRC 07       | A8                | 3:29:04,0         | + 1:36,5          | 5                 |
| 4.                | 3                 | Timo Rautiainen     | BP Ford World Rally Team   | C                 |                   | + 17,4            | 5                 |
| 5.                | 15                | Jan Kopecký         | Škoda Fabia WRC            | A8                | 3:30:34,6         | + 3:07,1          | 4                 |
| 5.                | 15                | Filip Schovánek     | Czech Rally Team Kopecký   | A8                |                   | + 1:30,6          | 4                 |
| 6.                | 7                 | Petter Solberg      | Subaru Impreza S12B WRC 07 | A8                | 3:30:42,2         | + 3:14,7          | 3                 |
| 6.                | 7                 | Phil Mills          | Subaru World Rally Team    | C                 | 0:10              | + 7,6             | 3                 |
| 7.                | 14                | Toni Gardemeister   | Citroën Xsara WRC          | A8                | 3:31:05,0         | + 3:37,5          | 2                 |
| 7.                | 14                | Jakke Honkanen      | Astra Racing               | A8                |                   | + 22,8            | 2                 |
| 8.                | 9                 | Jari-Matti Latvala  | Ford Focus RS WRC 06       | A8                | 3:32:56,8         | + 5:29,3          | 1                 |
| 8.                | 9                 | Miikka Anttila      | Stobart VK Ford Rally Team | C                 |                   | + 1:51,8          | 1                 |
| 9.                | 16                | Matthew Wilson      | Ford Focus RS WRC 06       | A8                | 3:38:31,7         | + 11:04,2         |                   |
| 9.                | 16                | Michael Orr         | Stobart VK Ford Rally Team | A8                |                   | + 5:34,9          |                   |
| 10.               | 17                | Guy Wilks           | Ford Focus RS WRC 04       | A8                | 3:47:15,3         | + 19:47,8         |                   |
| 10.               | 17                | Phil Pugh           | Ramsport                   | A8                | 1:50              | + 8:43,6          |                   |
| DNF top tien      |                   |                     |                            |                   |                   |                   |                   |
| Pos.              | #                 | Rijder              | Auto                       | Gr/kl             | KP                | Reden             | Reden             |
| Pos.              | #                 | Navigator           | Inschrijving               | C                 | KP                | Reden             | Reden             |
| DNF               | 2                 | Daniel Sordo        | Citroën C4 WRC             | A8                | 7                 | Mechanisch        | Mechanisch        |
| DNF               | 2                 | Marc Martí          | Citroën Total WRT          | C                 | 7                 | Mechanisch        | Mechanisch        |
| DNF               | 5                 | Manfred Stohl       | Citroën Xsara WRC          | A8                | 9                 | Ongeluk           | Ongeluk           |
| DNF               | 5                 | Ilka Minor          | OMV Kronos Citroën WRT     | C                 | 9                 | Ongeluk           | Ongeluk           |
| DNF               | 19                | Thomas Schie        | Ford Focus RS WRC 04       | A8                | 5                 | Mechanisch        | Mechanisch        |
| DNF               | 19                | Göran Bergsten      | Thomas Schie               | A8                | 5                 | Mechanisch        | Mechanisch        |
| DNF               | 24                | Erik Wevers         | Škoda Fabia WRC            | A8                | 1                 | Mechanisch        | Mechanisch        |
| DNF               | 24                | Jalmar van Weeren   | Erik Wevers                | A8                | 1                 | Mechanisch        | Mechanisch        |
| EX                | 31                | Patrik Sandell      | Renault Clio R3            | A7                | 6                 | Uitgesloten       | Uitgesloten       |
| EX                | 31                | Emil Axelsson       | Patrik Sandell             | A7                | 6                 | Uitgesloten       | Uitgesloten       |
| DNF               | 38                | Michał Kościuszko   | Renault Clio S1600         | A6                | 5                 | Mechanisch        | Mechanisch        |
| DNF               | 38                | Maciej Szczepaniak  | Thomas Schie               | A6                | 5                 | Mechanisch        | Mechanisch        |
| DNF               | 62                | Harry Kleinjan      | Škoda Fabia WRC            | A8                | 15                | Mechanisch        | Mechanisch        |
| DNF               | 62                | Bart Hissink        | Harry Kleinjan             | A8                | 15                | Mechanisch        | Mechanisch        |
| DNF               | 87                | Ellen Lohr          | Subaru Impreza WRX STi     | N4                | 5                 | Mechanisch        | Mechanisch        |
| DNF               | 87                | Antonia De Roissard | Team DMV e.V.              | N4                | 5                 | Mechanisch        | Mechanisch        |
| DNF               | 89                | Radek Mifka         | Mitsubishi Lancer Evo IX   | N4                | 4                 | Elektrisch        | Elektrisch        |
| DNF               | 89                | Tomáš Plachý        | Křenek Motorsport          | N4                | 4                 | Elektrisch        | Elektrisch        |
| DNF               | 90                | Johan Faes          | Mitsubishi Lancer Evo IX   | N4                | 10                | Mechanisch        | Mechanisch        |
| DNF               | 90                | Arie Lekkerkerker   | Fabory Rally Team          | N4                | 10                | Mechanisch        | Mechanisch        |

| JWRC top drie | JWRC top drie     | JWRC top drie |
| Pos.          | Rijder            | Pnt.          |
| ------------- | ----------------- | ------------- |
| 1             | Martin Prokop     | 10            |
| 2             | Urmo Aava         | 8             |
| 3             | Conrad Rautenbach | 6             |

## Statistieken

#### Klassementsproeven
| Etappe | Datum       | KP | Starttijd | Naam                     | Lengte   | Snelste rijder  | Tijd    | Gem. snelheid | Rallyleider    |
| ------ | ----------- | -- | --------- | ------------------------ | -------- | --------------- | ------- | ------------- | -------------- |
| 1      | 17 augustus | 1  | 10:13     | Ruwertal - Fell 1        | 19,79 km | Sébastien Loeb  | 11:04,2 | 107,26 km/u   | Sébastien Loeb |
| 1      | 17 augustus | 2  | 11:26     | Grafschaft Veldenz 1     | 23,04 km | Sébastien Loeb  | 13:12,4 | 104,67 km/u   | Sébastien Loeb |
| 1      | 17 augustus | 3  | 12:09     | Schönes Moselland 1      | 21,47 km | François Duval  | 12:22,9 | 104,04 km/u   | Sébastien Loeb |
| 1      | 17 augustus | 4  | 15:17     | Ruwertal - Fell 2        | 19,79 km | Mikko Hirvonen  | 11:34,2 | 102,63 km/u   | Sébastien Loeb |
| 1      | 17 augustus | 5  | 16:30     | Grafschaft Veldenz 2     | 23,04 km | François Duval  | 13:30,6 | 102,32 km/u   | Sébastien Loeb |
| 1      | 17 augustus | 6  | 17:13     | Schönes Moselland 2      | 21,47 km | Chris Atkinson  | 12:18,5 | 104,66 km/u   | François Duval |
|        |             |    |           |                          |          |                 |         |               | François Duval |
| 2      | 18 augustus | 7  | 8:33      | St. Wendeler Land 1      | 16,37 km | Mikko Hirvonen  | 8:52,6  | 110,65 km/u   | Sébastien Loeb |
| 2      | 18 augustus | 8  | 9:06      | Bosenberg 1              | 19,00 km | Sébastien Loeb  | 10:39,5 | 106,96 km/u   | Sébastien Loeb |
| 2      | 18 augustus | 9  | 10:29     | Erzweiler 1              | 16,51 km | Marcus Grönholm | 9:55,9  | 99,74 km/u    | Sébastien Loeb |
| 2      | 18 augustus | 10 | 11:02     | Arena Panzerplatte 1     | 30,55 km | Sébastien Loeb  | 17:57,4 | 102,08 km/u   | Sébastien Loeb |
| 2      | 18 augustus | 11 | 14:45     | St. Wendeler Land 2      | 16,37 km | Mikko Hirvonen  | 8:51,6  | 110,86 km/u   | Sébastien Loeb |
| 2      | 18 augustus | 12 | 15:18     | Bosenberg 2              | 19,00 km | Chris Atkinson  | 10:27,4 | 109,02 km/u   | Sébastien Loeb |
| 2      | 18 augustus | 13 | 16:41     | Erzweiler 2              | 16,51 km | Sébastien Loeb  | 9:45,5  | 101,51 km/u   | Sébastien Loeb |
| 2      | 18 augustus | 14 | 17:14     | Arena Panzerplatte 2     | 30,55 km | Chris Atkinson  | 17:49,8 | 102,80 km/u   | Sébastien Loeb |
|        |             |    |           |                          |          |                 |         |               | Sébastien Loeb |
| 3      | 19 augustus | 15 | 9:18      | Dhrontal 1               | 11,14 km | François Duval  | 6:59,2  | 95,67 km/u    | Sébastien Loeb |
| 3      | 19 augustus | 16 | 9:46      | Moselwein 1              | 18,08 km | François Duval  | 10:40,3 | 101,65 km/u   | Sébastien Loeb |
| 3      | 19 augustus | 17 | 11:11     | SSS Circus Maximus Trier | 4,37 km  | François Duval  | 3:11,4  | 82,19 km/u    | Sébastien Loeb |
| 3      | 19 augustus | 18 | 13:24     | Dhrontal 2               | 11,14 km | François Duval  | 6:53,4  | 97,01 km/u    | Sébastien Loeb |
| 3      | 19 augustus | 19 | 13:52     | Moselwein 2              | 18,08 km | François Duval  | 10:32,7 | 102,87 km/u   | Sébastien Loeb |

| KP overwinningen | KP overwinningen |
| Rijder           | Aantal           |
| ---------------- | ---------------- |
| François Duval   | 7                |
| Sébastien Loeb   | 5                |
| Chris Atkinson   | 3                |
| Mikko Hirvonen   | 3                |
| Marcus Grönholm  | 1                |

## Kampioenschap standen

#### Rijders
|   | Pos. | Rijder          | Pnt. |
| - | ---- | --------------- | ---- |
| = | 1    | Marcus Grönholm | 80   |
| = | 2    | Sébastien Loeb  | 72   |
| = | 3    | Mikko Hirvonen  | 63   |
| 2 | 4    | Petter Solberg  | 29   |
| 1 | 5    | Daniel Sordo    | 28   |

#### Constructeurs
|   | Pos. | Constructeur               | Pnt. |
| - | ---- | -------------------------- | ---- |
| = | 1    | BP Ford World Rally Team   | 143  |
| = | 2    | Citroën Total WRT          | 102  |
| = | 3    | Subaru World Rally Team    | 53   |
| = | 4    | Stobart VK Ford Rally Team | 50   |
| = | 5    | OMV Kronos Citroën WRT     | 35   |

- Noot: Enkel de top 5-posities worden in beide standen weergegeven.